# Orchestra Sinfonica di Madrid
L'Orchestra Sinfonica di Madrid, fondata nel 1903, è la più antica orchestra sinfonica spagnola esistente in Spagna non collegata ad un teatro dell'opera.

## Contesto e storia
Nel 1903 l'orchestra della Sociedad de Conciertos de Madrid, che era stata fondata nel 1866 da Francisco Asenjo Barbieri, fu afferrata da una crisi a causa di difficoltà finanziarie e disaccordi inconciliabili tra i suoi capi di sezione. Alcuni dei musicisti decisero di riorganizzarsi in una nuova formazione, che avrebbe assunto il ruolo della Sociedad nell'organizzazione dei concerti sinfonici mantenendo in tal modo viva la scena della musica classica a Madrid.
L'idea di una nuova orchestra nella città era stata concepita inizialmente a casa del violinista José del Hierro, che godeva del sostegno dei due compagni con i quali aveva suonato regolarmente musica da camera in tour, il violista Julio Francés e il violoncellista Víctor Mirecki Larramat. Al loro accordo si aggiunsero due membri della Capilla Real, il flautista Francisco González ed il clarinettista Miguel Yuste. Dopo una campagna concertata per conquistare i loro colleghi della Sociedad, l'ottanta per cento dell'orchestra originale aveva aderito alla nuova formazione proposta da Hierro. Poiché un gran numero di capi di sezione erano stati anche professori presso il Conservatorio Reale di Madrid, il gruppo riuscì a reclutare giovani talenti per coprire rapidamente i posti vacanti.
I musicisti tennero il loro primo incontro nella sala prove del Teatro Real, nel dicembre 1903, durante il quale decisero il nome dell'Orchestra Sinfonica di Madrid. L'orchestra fu costituita come, società autonoma privata di musicisti, che confidava inizialmente solo sui suoi membri per fornire i finanziamenti di impianto per le sue operazioni (tra cui l'acquisto di mobili e l'affitto di sale per le prove e la concertazione). Successivamente, però, l'orchestra si sarebbe sostenuta da sola unicamente con i guadagni dai concerti e le incisioni. Avrebbe evitato qualsiasi dipendenza da agenti esterni, siano essi pubblici o privati, che potessero intervenire nella sua operatività e imporre condizioni ai suoi membri, una disgrazia che aveva colpito la defunta Sociedad.

### La prima stagione
Attraverso i contatti di Hierro e Mirecki, l'orchestra si assicurò il contratto del direttore d'orchestra spagnolo Alonso Cordelás per guidare il complesso. Cordelás si dimise dal suo posto a Monaco di Baviera e si diresse verso Madrid, portando con sé gli spartiti dei primi concerti dell'orchestra.
Il 7 febbraio 1904, sotto la direzione di Cordelás, l'orchestra diede il suo primo concerto pubblico al Teatro Real e presentò il seguente programma:
- Ouverture del Don Giovanni, di Mozart;
- Nelle steppe dell'Asia centrale, di Borodin;
- Parafrasi sul Canto dei Pellegrini dei Maestri Cantori di Wagner per violino e orchestra, di August Wilhelmj (solista: José del Hierro);
- Faust Overture, di Wagner;
- Romeo e Giulietta, di Tchaikovsky;
- Sinfonia n. 4 in re minore di Schumann.

All'inizio, Cordelás cercò di imporre una rottura con le consuetudini di Madrid, eseguendo ogni concerto in due parti separate da un intervallo, piuttosto che in tre parti e suonando nel pomeriggio alle 15:00, invece che di sera. Con il terzo concerto, Cordelás fu costretto a ripristinare i due intervalli e dal sesto, anche il programma serale (20:45) fece il suo ritorno. Tuttavia, i problemi Cordelás erano appena iniziati: aveva scontri in primo luogo con i capi sezione riguardanti le prove e l'organizzazione di concerti e poi con i proprietari della sala circa i tempi dei concerti e, infine, dovette affrontare le recensioni negative e il rifiuto delle sue scelte artistiche dal pubblico. Questi lo costrinsero a dimettersi alla fine della stagione, insieme al primo violino fondatore, José del Hierro.
I restanti concerti della prima stagione, che comprendeva la tanto attesa anteprima di Madrid della Quarta Sinfonia di Tchaikovsky della Prima Sinfonia di Brahms, comunque ebbero il favore del pubblico e salvarono l'orchestra nascente dal fallimento finanziario.

### L'era di Fernández Arbós
Dopo la partenza di Cordelás, Enrique Fernández Arbós, un violinista e direttore d'orchestra, ha assunto la direzione dell'orchestra. Egli fu determinante in tutta la ristrutturazione dell'organizzazione e a presentare il suo nuovo volto in un importante concerto il 16 aprile 1905.
La direzione di Fernández Arbós fu ininterrotta per oltre trent'anni. Durante il suo mandato, l'orchestra decise le proprie priorità artistiche (soprattutto la promozione di compositori spagnoli e solisti), trovò il suo particolare stile sonoro e stabilì i principi di divulgazione musicale che le ha consentito di dare concerti didattici e attrarre nuovi ascoltatori: prezzi più bassi dei biglietti, più posti a sedere e tour frequenti. L'orchestra caratterizzò il lavoro di quasi tutti i compositori spagnoli che fiorirono durante il primo terzo del XX secolo. Riuscì ad attirare alcuni direttori ospiti illustri provenienti dall'estero, come Igor Stravinsky e Richard Strauss e diede due anteprime mondiali: Noches en los jardines de Espana di Falla con il pianista José Cubiles, al Teatro Real il 9 aprile 1916; ed il Secondo Concerto per violino di Prokofiev con il violinista Robert Soetens ed il compositore stesso seduto tra il pubblico presso la sala del Teatro Monumental, il 1º dicembre 1935.

### Periodo di crisi
La guerra civile spagnola interruppe l'attività dell'orchestra. L'orchestra cercò di mettere in scena concerti a Madrid sotto assedio, ma il numero dei capi sezione disponibili era ridotto drasticamente e quelli ancora in città lottavano per sopravvivere di giorno in giorno. Le conseguenze della guerra segnarono l'inizio di un lungo periodo di crisi per l'orchestra, che ebbe inizio con la morte di Fernández Arbós nel giugno del 1939, dopo i primi concerti di quell'anno. A questo colpo si aggiunse l'assenza dei capi sezione che erano morti durante la guerra civile o fuggiti in esilio dopo la vittoria del generale Francisco Franco.
Infine, nel 1940, l'Orchestra Nazionale di Spagna fu costituita, con sede a Madrid e si trascinò dietro altri musicisti dall'Orchestra Sinfonica, in quanto offrì loro gli stipendi generosi dei dipendenti pubblici. Coloro che rifiutarono di lasciare lo fecero per lealtà o perché erano "sospetti" agli occhi del regime di Franco. Gli effetti della partenza furono particolarmente disastrosi per la sezione archi, che non poteva coprire facilmente i posti vacanti per tre motivi: lo scarso insegnamento dell'educazione musicale durante la Seconda Repubblica spagnola; la perdita di un gran numero di suonatori di archi per la guerra civile o l'esilio; l'impossibilità di reclutamento di professori europei dopo lo scoppio della seconda guerra mondiale. Tuttavia, nel 1940, la nomina di Enrique Jordá arricchì l'orchestra di qualche direzione musicale, almeno fino al 1945.
Inoltre l'attività rimane ininterrotta durante quel decennio e il successivo, con la presenza di direttori regolari od ospiti come José María Franco Bordons, Pablo Sorozábal, Gesù Arambarri Joaquin Gasca, Conrado del Campo, Igor Markevich, Giannella De Marco o Piero Gamba.

### L'orchestra nella buca
L'attività dell'orchestra cambiò radicalmente nel 1958, quando divenne l'orchestra ordinaria del Teatro de la Zarzuela e alternava le sue apparizioni tra la buca e il palcoscenico. I suoi impegni durante la fine del 1950 ei primi anni 1960 erano pressoché incessanti, poiché intraprese vari tour in tutta la Spagna e all'estero, in particolare in Portogallo e in America Latina.
Nel 1965 la formazione di un'altra nuova orchestra con sede nella capitale, l'Orchestra Sinfonica della RTVE rappresentò ancora una volta un costo per l'Orchestra Sinfonica di Madrid. Nel corso del 1970, l'attività della Sinfonica era strettamente legata alle esigenze del Teatro de la Zarzuela. Esso approfittò di questa nicchia, tuttavia, quando contrattò con la società Hispavox per registrare un gran numero di zarzuela e opere spagnole. Le registrazioni risultanti erano inestimabili non solo per la loro qualità, ma anche perché questa era la prima volta che la musica teatrale spagnola era accolta senza particolari inibizioni. L'orchestra partecipò a tutte le produzioni del Teatro de la Zarzuela, in particolare nella serie televisiva Antología de la Zarzuela (1971) diretta da José Tamayo. Al contrario, il numero di concerti sinfonici che offrì in questi anni scese notevolmente e si è svolgevano, nella maggior parte dei casi, in luoghi di secondo piano. Questa situazione influenzò la decisione di andare in pensione di molti musicisti anziani che ricevevano salari bassi, in confronto con il loro intenso lavoro di lunga data. Riempire i posti vacanti rappresentava un grave problema e di conseguenza la qualità musicale dell'orchestra ne soffrì.

### Rinascita
Durante la transizione spagnola, dopo la morte di Franco nel 1975, l'allora ministro della Cultura, Soledad Becerril, offrì all'orchestra un contratto che le avrebbe garantito i diritti esclusivi per servire il Teatro de la Zarzuela per rappresentazioni di opere liriche, balletti, e zarzuelas. L'orchestra era consigliata per questo ruolo per la sua stabilità istituzionale, esperienza, rinomanza storica e la posizione a Madrid. Il contratto fu firmato nel luglio 1981. Per soddisfare gli interessi del Teatro della Zarzuela, l'orchestra subì una ristrutturazione graduale per riconquistare la sua qualità.
L'apertura del Auditorio Nacional de Musica di Madrid promise all'orchestra nuove prospettive, soprattutto in termini di prestazioni sinfoniche. Questo ideale fu mantenuto dopo aver firmato un nuovo contratto, questa volta con la Comunità di Madrid, per garantire cicli annuali di concerti nel nuovo Auditorium. Nel 1997 l'orchestra si spostò fuori dal Teatro de la Zarzuela per fissare la sua residenza al Teatro Real, che era stato riaperto di recente dalla Comunità. Questo contratto rimarrà valido fino al 2009.
Nel 1999 l'orchestra fece diverse nuove nomine nel posto di direttore principale, Luis Antonio García Navarro, come direttore onorario, Kurt Sanderling e come compositore associato, Cristóbal Halffter. Su iniziativa della Fondazione Teatro Lirico, fu anche costituito un coro attaccato all'orchestra e diretto da Martin Merry.
Assicuratasi una posizione speciale tra le istituzioni culturali di Madrid, l'orchestra iniziò a sviluppare un piano educativo, con la creazione di un'"Orchestra Scuola" sotto la direzione di Andrés Zarzo.
Dal 2002, dopo la morte di García Navarro, al 2010 l'orchestra è stata guidata dal direttore musicale del Teatro Real, Jesús López-Cobos.

## Direttori Principali
- Alonso Cordelás 1903–1904
- Enrique Fernández Arbós 1905–1939
- Enrique Jordá 1940–1945
- Conrado del Campo 1946–1950
- José María Franco Bordóns 1951–1958
- Vicente Spiteri 1958–1977
- Luis Antonio García Navarro 1999–2001
- Jesús López-Cobos 2002–2010